# پرپوروگالین
پرپوروگالین (به انگلیسی: Purpurogallin) با فرمول شیمیایی C۱۱H۸O۵ یک ترکیب شیمیایی با شناسه پاب‌کم ۵۲۸۱۵۷۱ است. که جرم مولی آن ۲۲۰٫۱۷ g/mol می‌باشد.